# 1843 în literatură
Anul 1843 în literatură a implicat o serie de evenimente și cărți noi semnificative.  